# Werner Sander
Werner Jacob Sander (geb. 5. August 1902 in Breslau; gest. 21. Juli 1972 in Leipzig) war ein Chasan und Chorleiter und Gründer des Leipziger Synagogalchores.

## Leben
Werner Jacob Sander wurde 1902 in Breslau als Sohn des jüdischen Kaufmanns Berthold Sander und dessen Ehefrau Martha geb. Ellguther geboren. Musikalisch vorgebildet wurde er im Synagogenchor. Später nahm er ein Musikstudium am Breslauer Konservatorium auf. Er wurde danach als privater Musiklehrer tätig, dirigierte aber auch mehrere Chöre in Breslau. Am 31. Oktober 1929 heiratete er in Breslau die Buchhalterin und gebürtige Breslauerin Elsbeth Elfriede Ida Woyan.
Nach der Machtergreifung durch die NSDAP wurde er mit einem Berufsverbot belegt. In der Folgezeit durfte er nur noch den Chor des Breslauer Jüdischen Kulturbundes leiten. Auch als Lehrer an jüdischen Schulen konnte er unterrichten. Als die jüdischen Schulen verboten wurden, musste Sander 1943 in den Lagern von Kurzbach und Grünthal – beides Außenlager des Konzentrationslagers Groß-Rosen, Zwangsarbeit verrichten. In den KZ von Theresienstadt und Auschwitz kamen seine Eltern ums Leben.
Als die NS-Herrschaft beseitigt war, kam er im November 1945 nach Thüringen, wo er in Meiningen als Musiklehrer an einer Schule arbeitete. Außerdem leitete er die Meininger Chorgemeinschaft. Im Jahre 1950 wurde er zum Kantor an die Israelitische Religionsgemeinde in Leipzig berufen. Hier dirigierte er den Synagogenchor. Für Nichtreligiöse und des Hebräischen Unkundige gab er Texte für den Sabbat und die jüdischen Feste in phonetischer Schrift und deutscher Übersetzung heraus. Seit 1954 wirkte Werner Sander zusätzlich als Kantor in Dresden und wurde 1962 zum Oberkantor berufen. Aus dem von Sander 1951 gegründeten Oratorienchor war 1962 der von ihm dirigierte Leipziger Synagogalchor hervorgegangen. Seitdem lebte Sander in Leipzig als Kantor und Religionslehrer. Bei der Gestaltung der Sabbatfeiern unterstützten ihn bis zu seinem Tod Eugen Gollomb, der seit 1967 Vorsitzender der israelitischen Religionsgemeinde zu Leipzig war, und der Berliner Kantor Leo Roth. Zahlreiche Aufführungen Sanders sind der Nachwelt durch Aufnahmen erhalten, darunter einige mit Leo Roth.

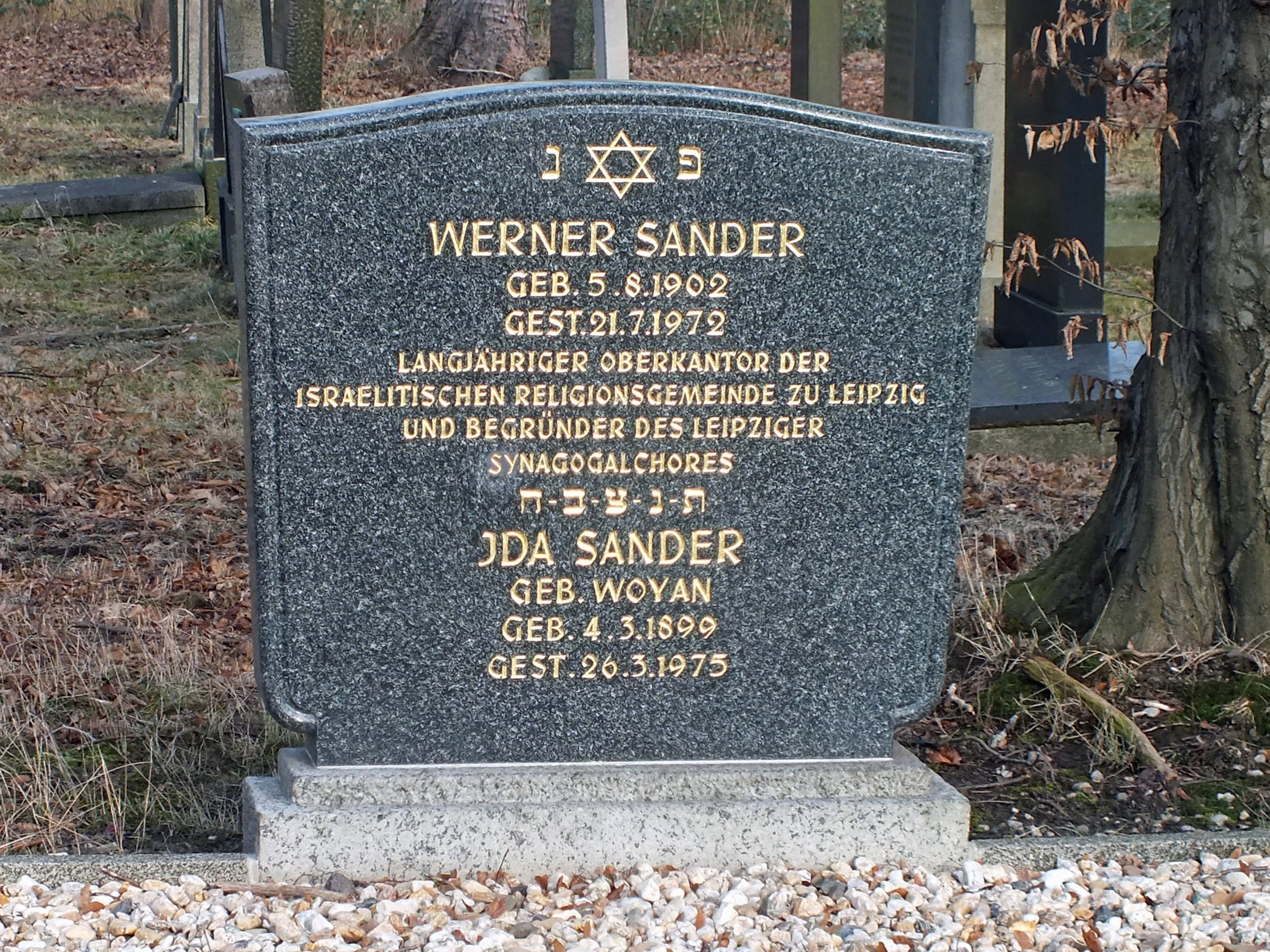
Grab auf dem Neuen Israelitischen Friedhof in Leipzig

Werner Sander war – bis zu deren Auflösung 1953 in der DDR – Mitglied der Vereinigung der Verfolgten des Naziregimes. Sander unterschrieb zusammen mit den Geistlichen Bruno Theek, Karl Fischer und Ernst Lewek einen Aufruf „An alle, die Gott vertrauen!“ gegen die Wiederbewaffnung der Bundesrepublik Deutschland.